# Notte europea dei ricercatori
La Notte europea dei ricercatori è una festività annuale organizzata dall'Unione europea per sensibilizzare l'opinione pubblica sul ruolo fondamentale delle ricercatrici e dei ricercatori nella nostra società. Viene organizzata ogni anno l'ultimo venerdì di settembre.

## Storia
La Notte europea dei ricercatori è un evento pubblico creato dalla Commissione europea nel 2005 e finanziato dalle Azioni Marie Skłodowska-Curie (MSCA). La Commissione aveva notato quanto la scienza fosse lontana dalla società civile, per ovviare a tale problema si decise di creare tale manifestazione. L'obiettivo infatti era di:
- avvicinare la ricerca e i ricercatori ai cittadini e soprattutto ai giovani
- far conoscere l'eccellenza della ricerca europea in tutta l'Unione
- stimolare l'interesse dei giovani per le carriere scientifiche e di ricerca
- mostrare l'impatto del lavoro dei ricercatori sulla vita quotidiana delle persone.[3]

Il successo di questa manifestazione cresce ogni anno, nel 2005 vi furono circa una trentina di eventi in tutta l'Unione europea, nel 2022 gli eventi erano oltre 300.

## Descrizione
Ogni anno si organizzano manifestazioni aperte ai tutti i cittadini per presentare il lavoro delle ricercatrici e dei ricercatori europei, i loro progetti, gli obiettivi che perseguono e i risultati raggiunti. In particolare si cerca di avvicinare i giovani alla ricerca facendola presentare direttamente dalle sue protagoniste e dai suoi protagonisti, per renderla più attrattiva possibile per le future generazioni. Gli eventi sono molto diversi l'uno dall'altro, potendosi trattare di visite nei laboratori di ricerca, dibattiti, conferenze, presentazioni, ecc.